# ジャン・デガエターニ
ジャン・デガエターニ（Jan DeGaetani, 1933年7月10日 オハイオ州マッシロン - 1989年9月15日 ニューヨーク州ロチェスター）は、アメリカ合衆国のメゾソプラノ歌手。現代音楽を得意とすることで有名だった。芸名のジャンは、ジャニス（Janice）に由来する。
ジュリアード音楽学校に学び、1958年にニューヨークにデビュー。その後は現代音楽の演奏団体と定期的に共演を続けるかたわら、（ニューヨーク・フィルハーモニー管弦楽団やシカゴ交響楽団、BBC交響楽団など）いくつかの世界的なオーケストラや数々の室内オーケストラと共演を果たす。
卓越した語学力ゆえに、芸術歌曲の洗練された解釈によって名高く、ベルリオーズやマーラー、ヴォルフらの作品の録音は、知的で巧みな分析力に基づく解釈で知られている。デガエターニの分析力は、フォスターやアイヴズの作品や、コープランドの《エミリー・ディキンスンの12の詩》など、母語である英語の歌曲においても遺憾なく発揮された。一方ではまた、中世やルネサンスの音楽の著名な歌手でもあった。
広い声域と正確な音程、澄んだ声質や、近現代の音楽に必要とされるさまざまな演奏様式にかなった高度な技巧によって、とりわけ著名な歌手であった。シェーンベルクの連作歌曲《月に憑かれたピエロ》の録音は、この作品の録音の中でも代表的音盤に挙げられる（シュプレッヒシュティンメのような超絶技巧や広い声域の反面、抒情的な繊細さも要求され、しかも無調で作曲されているために、同作を歌うことは至難の業である）。
ジョージ・クラムとの実り豊かな協力関係でも知られ、クラムの歌曲集《昔の子供たちの声》を初演した。その他のクラムの声楽曲の多くがデガエターニのために作曲されている。メゾソプラノ歌手には珍しく、他の歌手ほど声が野太くなかったためもあり、オペラに出演することは滅多になく、その代わりにリサイタルに専念した。
イーストマン音楽学校声楽科の教授であり、1973年から歿年までアスペン音楽祭の常任アーティストの一人であった。門下にドーン・アップショーやルネ・フレミング、バリトン歌手のウィリアム・シャープらがいる。
1989年に白血病により急逝。